# (466254) 2013 HZ28
(466254) 2013 HZ28 es un asteroide perteneciente al cinturón de asteroides, descubierto el 8 de diciembre de 2005 por el equipo Spacewatch desde el Observatorio Nacional de Kitt Peak (Arizona, Estados Unidos).